# Liste des monuments historiques protégés en 1941
Cet article recense les monuments historiques français classés ou inscrits en 1941.

## Protections
| Édifice                                                          | Commune                     | Département             | Région                     | Protection | Base Mérimée                         | Coordonnées                        | Image |
| ---------------------------------------------------------------- | --------------------------- | ----------------------- | -------------------------- | ---------- | ------------------------------------ | ---------------------------------- | ----- |
| Église de Saint-Maurice-d'Échazeaux                              | Corveissiat                 | Ain                     | Auvergne-Rhône-Alpes       | classé     | « PA00116386 », notice no PA00116386 | 46° 15′ 54″ nord, 5° 29′ 56″ est   |       |
| Maison Thevenin                                                  | Pérouges                    | Ain                     | Auvergne-Rhône-Alpes       | classé     | « PA00116493 », notice no PA00116493 | 45° 54′ 13″ nord, 5° 10′ 45″ est   |       |
| Maison Falconnet                                                 | Pérouges                    | Ain                     | Auvergne-Rhône-Alpes       | classé     | « PA00116458 », notice no PA00116458 | 45° 54′ 13″ nord, 5° 10′ 45″ est   |       |
| Maison Rouby                                                     | Pérouges                    | Ain                     | Auvergne-Rhône-Alpes       | classé     | « PA00116484 », notice no PA00116484 | 45° 54′ 13″ nord, 5° 10′ 45″ est   |       |
| Maison Sambet-Bailly                                             | Pérouges                    | Ain                     | Auvergne-Rhône-Alpes       | classé     | « PA00116489 », notice no PA00116489 | 45° 54′ 12″ nord, 5° 10′ 49″ est   |       |
| Hostellerie du Vieux Pérouges                                    | Pérouges                    | Ain                     | Auvergne-Rhône-Alpes       | classé     | « PA00116456 », notice no PA00116456 | 45° 54′ 13″ nord, 5° 10′ 46″ est   |       |
| Maison Thevenet-Falconnet                                        | Pérouges                    | Ain                     | Auvergne-Rhône-Alpes       | classé     | « PA00116492 », notice no PA00116492 | 45° 54′ 13″ nord, 5° 10′ 44″ est   |       |
| Maison Magnin                                                    | Pérouges                    | Ain                     | Auvergne-Rhône-Alpes       | classé     | « PA00116474 », notice no PA00116474 | 45° 54′ 10″ nord, 5° 10′ 48″ est   |       |
| Maison                                                           | Pérouges                    | Ain                     | Auvergne-Rhône-Alpes       | classé     | « PA00116511 », notice no PA00116511 | 45° 54′ 11″ nord, 5° 10′ 48″ est   |       |
| Maison Peychiers                                                 | Pérouges                    | Ain                     | Auvergne-Rhône-Alpes       | classé     | « PA00116481 », notice no PA00116481 | 45° 54′ 11″ nord, 5° 10′ 47″ est   |       |
| Maison Pacard                                                    | Pérouges                    | Ain                     | Auvergne-Rhône-Alpes       | classé     | « PA00116478 », notice no PA00116478 | 45° 54′ 11″ nord, 5° 10′ 49″ est   |       |
| Maison Raynaud-Gaillard                                          | Pérouges                    | Ain                     | Auvergne-Rhône-Alpes       | classé     | « PA00116483 », notice no PA00116483 | 45° 54′ 10″ nord, 5° 10′ 47″ est   |       |
| Église Saint-Denis de Courtemont-Varennes                        | Courtemont-Varennes         | Aisne                   | Hauts-de-France            | classé     | « PA00115629 », notice no PA00115629 | 49° 04′ 26″ nord, 3° 32′ 33″ est   |       |
| Horloge publique                                                 | Estoublon                   | Alpes-de-Haute-Provence | Provence-Alpes-Côte d'Azur | inscrit    | « PA00080391 », notice no PA00080391 | 43° 56′ 37″ nord, 6° 10′ 21″ est   |       |
| Cimetière                                                        | Saint-Paul-sur-Ubaye        | Alpes-de-Haute-Provence | Provence-Alpes-Côte d'Azur | classé     | « PA00080474 », notice no PA00080474 | 44° 35′ 37″ nord, 6° 50′ 49″ est   |       |
| Chapelle Notre-Dame-des-Anges                                    | Le Cannet                   | Alpes-Maritimes         | Provence-Alpes-Côte d'Azur | inscrit    | « PA00080697 », notice no PA00080697 | 43° 34′ 26″ nord, 7° 00′ 50″ est   |       |
| Tour des Danys                                                   | Le Cannet                   | Alpes-Maritimes         | Provence-Alpes-Côte d'Azur | inscrit    | « PA00080699 », notice no PA00080699 | 43° 34′ 27″ nord, 7° 01′ 17″ est   |       |
| Église de l'Oratoire (Grasse)                                    | Grasse                      | Alpes-Maritimes         | Provence-Alpes-Côte d'Azur | inscrit    | « PA00080729 », notice no PA00080729 | 43° 39′ 34″ nord, 6° 55′ 25″ est   |       |
| Église Saint-Antonin                                             | Levens                      | Alpes-Maritimes         | Provence-Alpes-Côte d'Azur | inscrit    | « PA00080750 », notice no PA00080750 | 43° 51′ 37″ nord, 7° 13′ 27″ est   |       |
| Chapelle Saint-Barthélémy                                        | Mougins                     | Alpes-Maritimes         | Provence-Alpes-Côte d'Azur | inscrit    | « PA00080771 », notice no PA00080771 | 43° 35′ 55″ nord, 6° 58′ 49″ est   |       |
| Fontaine                                                         | Peillon                     | Alpes-Maritimes         | Provence-Alpes-Côte d'Azur | inscrit    | « PA00080815 », notice no PA00080815 | 43° 46′ 42″ nord, 7° 22′ 56″ est   |       |
| Château de Roubion                                               | Roubion                     | Alpes-Maritimes         | Provence-Alpes-Côte d'Azur | inscrit    | « PA00080827 », notice no PA00080827 | 44° 05′ 37″ nord, 7° 03′ 06″ est   |       |
| Église Saint-Hilaire de Lespéron                                 | Lespéron                    | Ardèche                 | Auvergne-Rhône-Alpes       | classé     | « PA00116724 », notice no PA00116724 | 44° 43′ 49″ nord, 3° 53′ 51″ est   |       |
| Porte de l'Hôpital                                               | Villeneuve-de-Berg          | Ardèche                 | Auvergne-Rhône-Alpes       | inscrit    | « PA00116853 », notice no PA00116853 | 44° 33′ 26″ nord, 4° 30′ 03″ est   |       |
| Maison                                                           | Villeneuve-de-Berg          | Ardèche                 | Auvergne-Rhône-Alpes       | inscrit    | « PA00116852 », notice no PA00116852 | 44° 33′ 26″ nord, 4° 30′ 06″ est   |       |
| Immeuble                                                         | Charleville-Mézières        | Ardennes                | Grand Est                  | classé     | « PA00078389 », notice no PA00078389 | 49° 46′ 26″ nord, 4° 43′ 16″ est   |       |
| Immeuble                                                         | Charleville-Mézières        | Ardennes                | Grand Est                  | classé     | « PA00078371 », notice no PA00078371 | 49° 46′ 27″ nord, 4° 43′ 13″ est   |       |
| Immeuble                                                         | Charleville-Mézières        | Ardennes                | Grand Est                  | classé     | « PA00078387 », notice no PA00078387 | 49° 46′ 26″ nord, 4° 43′ 15″ est   |       |
| Pont de Bordes-sur-Lez                                           | Bordes-Uchentein            | Ariège                  | Occitanie                  | inscrit    | « PA00093780 », notice no PA00093780 | 42° 54′ 09″ nord, 1° 01′ 44″ est   |       |
| Chapelle Saint-André du Fossat                                   | Le Fossat                   | Ariège                  | Occitanie                  | inscrit    | « PA00093796 », notice no PA00093796 | 43° 11′ 13″ nord, 1° 24′ 26″ est   |       |
| Hôpital                                                          | Brienne-le-Château          | Aube                    | Grand Est                  | inscrit    | « PA00078067 », notice no PA00078067 | 48° 23′ 37″ nord, 4° 31′ 30″ est   |       |
| Croix de chemin                                                  | Belflou                     | Aude                    | Occitanie                  | classé     | « PA00102557 », notice no PA00102557 | 43° 18′ 53″ nord, 1° 48′ 14″ est   |       |
| Croix de chemin                                                  | Mazerolles-du-Razès         | Aude                    | Occitanie                  | inscrit    | « PA00102768 », notice no PA00102768 | 43° 08′ 20″ nord, 2° 04′ 15″ est   |       |
| Église Saint-Jean de Saint-Affrique-du-Causse                    | Gabriac                     | Aveyron                 | Occitanie                  | inscrit    | « PA00094031 », notice no PA00094031 | 44° 28′ 02″ nord, 2° 48′ 10″ est   |       |
| Hôtel de Gueydan                                                 | Aix-en-Provence             | Bouches-du-Rhône        | Provence-Alpes-Côte d'Azur | inscrit    | « PA00081034 », notice no PA00081034 | 43° 31′ 36″ nord, 5° 26′ 56″ est   |       |
| Hôtel-Dieu Saint-Esprit (ancien): Portail de l'ancienne chapelle | Arles                       | Bouches-du-Rhône        | Provence-Alpes-Côte d'Azur | classé     | « PA00081124 », notice no PA00081124 | 43° 40′ 34″ nord, 4° 37′ 31″ est   |       |
| Église Saint-Julien                                              | Arles                       | Bouches-du-Rhône        | Provence-Alpes-Côte d'Azur | classé     | « PA00081138 », notice no PA00081138 | 43° 40′ 46″ nord, 4° 37′ 46″ est   |       |
| Chapelle Saint-Julien                                            | Boulbon                     | Bouches-du-Rhône        | Provence-Alpes-Côte d'Azur | classé     | « PA00081231 », notice no PA00081231 | 43° 52′ 44″ nord, 4° 42′ 16″ est   |       |
| Hôtel de Cabre                                                   | Marseille                   | Bouches-du-Rhône        | Provence-Alpes-Côte d'Azur | classé     | « PA00081363 », notice no PA00081363 | 43° 17′ 51″ nord, 5° 22′ 17″ est   |       |
| Fontaine Fossati                                                 | Marseille                   | Bouches-du-Rhône        | Provence-Alpes-Côte d'Azur | classé     | « PA00081343 », notice no PA00081343 | 43° 17′ 57″ nord, 5° 22′ 50″ est   |       |
| Borne milliaire de Pélissanne                                    | Pélissanne                  | Bouches-du-Rhône        | Provence-Alpes-Côte d'Azur | inscrit    | « PA00081399 », notice no PA00081399 | 43° 36′ 29″ nord, 5° 10′ 27″ est   |       |
| Mas de Méjanes                                                   | Saintes-Maries-de-la-Mer    | Bouches-du-Rhône        | Provence-Alpes-Côte d'Azur | inscrit    | « PA00081457 », notice no PA00081457 | 43° 34′ 11″ nord, 4° 30′ 16″ est   |       |
| Croix de Méjanes                                                 | Saintes-Maries-de-la-Mer    | Bouches-du-Rhône        | Provence-Alpes-Côte d'Azur | classé     | « PA00081455 », notice no PA00081455 | 43° 34′ 11″ nord, 4° 30′ 16″ est   |       |
| Maison à pans de bois                                            | Bayeux                      | Calvados                | Normandie                  | classé     | « PA00111062 », notice no PA00111062 | 49° 16′ 38″ nord, 0° 42′ 10″ ouest |       |
| Château de Canon                                                 | Mézidon-Canon               | Calvados                | Normandie                  | classé     | « PA00111550 », notice no PA00111550 | 49° 04′ 43″ nord, 0° 05′ 41″ ouest |       |
| Le Vieux Manoir                                                  | Orbec                       | Calvados                | Normandie                  | classé     | « PA00111583 », notice no PA00111583 | 49° 01′ 20″ nord, 0° 24′ 23″ est   |       |
| Château de Pompignac                                             | Val d'Arcomie               | Cantal                  | Auvergne-Rhône-Alpes       | inscrit    | « PA00093537 », notice no PA00093537 | 44° 56′ 28″ nord, 3° 11′ 40″ est   |       |
| Église Saint-Thomas d'Hiersac                                    | Hiersac                     | Charente                | Nouvelle-Aquitaine         | inscrit    | « PA00104384 », notice no PA00104384 | 45° 40′ 02″ nord, 0° 00′ 17″ est   |       |
| Église Saint-Gervais-Saint-Protais de Marsac                     | Marsac                      | Charente                | Nouvelle-Aquitaine         | inscrit    | « PA00104413 », notice no PA00104413 | 45° 44′ 28″ nord, 0° 04′ 43″ est   |       |
| Église de Mons                                                   | Mons                        | Charente                | Nouvelle-Aquitaine         | inscrit    | « PA00104423 », notice no PA00104423 | 45° 52′ 10″ nord, 0° 00′ 51″ ouest |       |
| Presbytère de Sers                                               | Sers                        | Charente                | Nouvelle-Aquitaine         | inscrit    | « PA00104516 », notice no PA00104516 | 45° 35′ 57″ nord, 0° 19′ 15″ est   |       |
| Abbaye de Montierneuf                                            | Saint-Agnant                | Charente-Maritime       | Nouvelle-Aquitaine         | inscrit    | « PA00105158 », notice no PA00105158 | 45° 52′ 34″ nord, 0° 57′ 00″ ouest |       |
| Église Saint-Germain-d'Auxerre                                   | Coulmier-le-Sec             | Côte-d'Or               | Bourgogne-Franche-Comté    | classé     | « PA00112235 », notice no PA00112235 | 47° 45′ 03″ nord, 4° 29′ 36″ est   |       |
| Château                                                          | Dijon                       | Côte-d'Or               | Bourgogne-Franche-Comté    | inscrit    | « PA00112259 », notice no PA00112259 | 47° 19′ 26″ nord, 5° 02′ 10″ est   |       |
| Hôtel Godran                                                     | Dijon                       | Côte-d'Or               | Bourgogne-Franche-Comté    | inscrit    | « PA00112301 », notice no PA00112301 | 47° 19′ 22″ nord, 5° 02′ 18″ est   |       |
| Porte de ville                                                   | Grancey-le-Château-Neuvelle | Côte-d'Or               | Bourgogne-Franche-Comté    | classé     | « PA00112483 », notice no PA00112483 | 47° 40′ 11″ nord, 5° 01′ 29″ est   |       |
| Calvaire                                                         | Mavilly-Mandelot            | Côte-d'Or               | Bourgogne-Franche-Comté    | classé     | « PA00112533 », notice no PA00112533 | 47° 02′ 56″ nord, 4° 44′ 18″ est   |       |
| Église Saint-Pierre                                              | Minot                       | Côte-d'Or               | Bourgogne-Franche-Comté    | classé     | « PA00112542 », notice no PA00112542 | 47° 40′ 04″ nord, 4° 52′ 36″ est   |       |
| Croix                                                            | Montigny-sur-Armançon       | Côte-d'Or               | Bourgogne-Franche-Comté    | classé     | « PA00112556 », notice no PA00112556 | 47° 25′ 57″ nord, 4° 22′ 36″ est   |       |
| Château de Puits                                                 | Puits                       | Côte-d'Or               | Bourgogne-Franche-Comté    | inscrit    | « PA00112601 », notice no PA00112601 | 47° 44′ 00″ nord, 4° 27′ 36″ est   |       |
| Église Saint-Georges d'Azerables                                 | Azerables                   | Creuse                  | Nouvelle-Aquitaine         | classé     | « PA00100002 », notice no PA00100002 | 46° 21′ 13″ nord, 1° 28′ 36″ est   |       |
| Hôtel des Moneyroux                                              | Guéret                      | Creuse                  | Nouvelle-Aquitaine         | classé     | « PA00100086 », notice no PA00100086 | 46° 10′ 07″ nord, 1° 52′ 10″ est   |       |
| Château de Pontarion                                             | Pontarion                   | Creuse                  | Nouvelle-Aquitaine         | inscrit    | « PA00100132 », notice no PA00100132 | 45° 59′ 47″ nord, 1° 50′ 53″ est   |       |
| Château de Saint-Germain-Beaupré                                 | Saint-Germain-Beaupré       | Creuse                  | Nouvelle-Aquitaine         | inscrit    | « PA00100163 », notice no PA00100163 | 46° 18′ 45″ nord, 1° 32′ 44″ est   |       |
| Porte de Puy-Charraud                                            | La Souterraine              | Creuse                  | Nouvelle-Aquitaine         | inscrit    | « PA00100209 », notice no PA00100209 | 46° 14′ 13″ nord, 1° 29′ 01″ est   |       |
| Chapelle du Petit-Puy                                            | Bressuire                   | Deux-Sèvres             | Nouvelle-Aquitaine         | inscrit    | « PA00101199 », notice no PA00101199 | 46° 49′ 10″ nord, 0° 31′ 48″ ouest |       |
| Château de Vermette                                              | La Chapelle-Gaudin          | Deux-Sèvres             | Nouvelle-Aquitaine         | inscrit    | « PA00101213 », notice no PA00101213 | 46° 55′ 23″ nord, 0° 22′ 24″ ouest |       |
| Maison                                                           | Saint-Loup-Lamairé          | Deux-Sèvres             | Nouvelle-Aquitaine         | inscrit    | « PA00101345 », notice no PA00101345 | 46° 47′ 20″ nord, 0° 10′ 02″ ouest |       |
| Manoir de la Roche-Jaquelin                                      | Voultegon                   | Deux-Sèvres             | Nouvelle-Aquitaine         | inscrit    | « PA00101400 », notice no PA00101400 | 46° 55′ 04″ nord, 0° 29′ 48″ ouest |       |
| Four à pain dépendant de l'ancien presbytère d'Urval             | Urval                       | Dordogne                | Nouvelle-Aquitaine         | inscrit    | « PA00082420 », notice no PA00082420 | 44° 48′ 47″ nord, 0° 56′ 48″ est   |       |
| Laugerie-Haute                                                   | Les Eyzies-de-Tayac-Sireuil | Dordogne                | Nouvelle-Aquitaine         | classé     | « PA00082541 », notice no PA00082541 | 44° 57′ 12″ nord, 1° 00′ 12″ est   |       |
| Château de Monbazillac                                           | Monbazillac                 | Dordogne                | Nouvelle-Aquitaine         | classé     | « PA00082651 », notice no PA00082651 | 44° 47′ 48″ nord, 0° 29′ 39″ est   |       |
| Manoir de la Salle et prieuré attenant                           | Saint-Léon-sur-Vézère       | Dordogne                | Nouvelle-Aquitaine         | inscrit    | « PA00082864 », notice no PA00082864 | 45° 00′ 36″ nord, 1° 05′ 24″ est   |       |
| Tour penchée de la Vermondie                                     | Thonac                      | Dordogne                | Nouvelle-Aquitaine         | inscrit    | « PA00083020 », notice no PA00083020 | 45° 01′ 46″ nord, 1° 05′ 42″ est   |       |
| Maison                                                           | Besançon                    | Doubs                   | Bourgogne-Franche-Comté    | inscrit    | « PA00101600 », notice no PA00101600 | 47° 14′ 00″ nord, 6° 01′ 37″ est   |       |
| Immeuble                                                         | Besançon                    | Doubs                   | Bourgogne-Franche-Comté    | inscrit    | « PA00101514 », notice no PA00101514 | 47° 14′ 02″ nord, 6° 01′ 43″ est   |       |
| Maison espagnole                                                 | Besançon                    | Doubs                   | Bourgogne-Franche-Comté    | inscrit    | « PA00101603 », notice no PA00101603 | 47° 13′ 59″ nord, 6° 01′ 39″ est   |       |
| Maison                                                           | Besançon                    | Doubs                   | Bourgogne-Franche-Comté    | inscrit    | « PA00101604 », notice no PA00101604 | 47° 13′ 59″ nord, 6° 01′ 40″ est   |       |
| Maison                                                           | Besançon                    | Doubs                   | Bourgogne-Franche-Comté    | inscrit    | « PA00101527 », notice no PA00101527 | 47° 14′ 27″ nord, 6° 01′ 13″ est   |       |
| Maison                                                           | Besançon                    | Doubs                   | Bourgogne-Franche-Comté    | inscrit    | « PA00101602 », notice no PA00101602 | 47° 14′ 00″ nord, 6° 01′ 38″ est   |       |
| Maison                                                           | Besançon                    | Doubs                   | Bourgogne-Franche-Comté    | inscrit    | « PA00101526 », notice no PA00101526 | 47° 14′ 27″ nord, 6° 01′ 13″ est   |       |
| Maison                                                           | Besançon                    | Doubs                   | Bourgogne-Franche-Comté    | inscrit    | « PA00101601 », notice no PA00101601 | 47° 14′ 00″ nord, 6° 01′ 38″ est   |       |
| Église Sainte-Agathe de Vercel                                   | Vercel-Villedieu-le-Camp    | Doubs                   | Bourgogne-Franche-Comté    | inscrit    | « PA00101734 », notice no PA00101734 | 47° 11′ 03″ nord, 6° 24′ 00″ est   |       |
| Remparts                                                         | Le Poët-Laval               | Drôme                   | Auvergne-Rhône-Alpes       | inscrit    | « PA00117013 », notice no PA00117013 | 44° 32′ 12″ nord, 5° 00′ 52″ est   |       |
| Rempart gallo-romain d'Évreux                                    | Évreux                      | Eure                    | Normandie                  | classé     | « PA00099407 », notice no PA00099407 | 49° 01′ 25″ nord, 1° 09′ 01″ est   |       |
| Remparts de Pont-de-l'Arche                                      | Pont-de-l'Arche             | Eure                    | Normandie                  | classé     | « PA00099521 », notice no PA00099521 | 49° 18′ 21″ nord, 1° 09′ 13″ est   |       |
| Palais épiscopal et ses jardins                                  | Chartres                    | Eure-et-Loir            | Centre-Val de Loire        | classé     | « PA00097000 », notice no PA00097000 | 48° 26′ 56″ nord, 1° 29′ 16″ est   |       |
| Séminaire Saint-Charles (ancien)                                 | Chartres                    | Eure-et-Loir            | Centre-Val de Loire        | inscrit    | « PA00096992 », notice no PA00096992 | 48° 26′ 57″ nord, 1° 29′ 15″ est   |       |
| Maison des architectes                                           | Châteaudun                  | Eure-et-Loir            | Centre-Val de Loire        | classé     | « PA00097077 », notice no PA00097077 | 48° 04′ 14″ nord, 1° 19′ 21″ est   |       |
| Château de Maillebois                                            | Maillebois                  | Eure-et-Loir            | Centre-Val de Loire        | inscrit    | « PA00097141 », notice no PA00097141 | 48° 37′ 54″ nord, 1° 09′ 02″ est   |       |
| Moulin à vent                                                    | Ouarville                   | Eure-et-Loir            | Centre-Val de Loire        | classé     | « PA00097183 », notice no PA00097183 | 48° 21′ 12″ nord, 1° 45′ 39″ est   |       |
| Église Saint-Germain de Kerlaz                                   | Kerlaz                      | Finistère               | Bretagne                   | classé     | « PA00090017 », notice no PA00090017 | 48° 05′ 29″ nord, 4° 16′ 21″ ouest |       |
| Immeuble Dugas                                                   | Saint-Hippolyte-du-Fort     | Gard                    | Occitanie                  | inscrit    | « PA00103218 », notice no PA00103218 | 43° 58′ 00″ nord, 3° 51′ 21″ est   |       |
| Remparts de Saint-Laurent-des-Arbres                             | Saint-Laurent-des-Arbres    | Gard                    | Occitanie                  | classé     | « PA00103225 », notice no PA00103225 | 44° 03′ 18″ nord, 4° 41′ 58″ est   |       |
| Grotte de Labaume-Latrone                                        | Sainte-Anastasie            | Gard                    | Occitanie                  | classé     | « PA00103191 », notice no PA00103191 | 43° 55′ 49″ nord, 4° 20′ 04″ est   |       |
| Chapelle Saint-Amant de Théziers                                 | Théziers                    | Gard                    | Occitanie                  | inscrit    | « PA00103242 », notice no PA00103242 | 43° 54′ 11″ nord, 4° 37′ 43″ est   |       |
| Halle aux grains                                                 | Auch                        | Gers                    | Occitanie                  | inscrit    | « PA00094709 », notice no PA00094709 | 43° 38′ 53″ nord, 0° 35′ 06″ est   |       |
| Château de la Mothe                                              | Montesquiou                 | Gers                    | Occitanie                  | inscrit    | « PA00094873 », notice no PA00094873 | 43° 34′ 35″ nord, 0° 18′ 01″ est   |       |
| Vieux pont sur le Gers                                           | Pavie                       | Gers                    | Occitanie                  | classé     | « PA00094887 », notice no PA00094887 | 43° 36′ 39″ nord, 0° 35′ 41″ est   |       |
| Maison                                                           | Bordeaux                    | Gironde                 | Nouvelle-Aquitaine         | inscrit    | « PA00083470 », notice no PA00083470 | 44° 49′ 55″ nord, 0° 33′ 46″ ouest |       |
| Maison, rue Carnot à Saint-Macaire                               | Saint-Macaire               | Gironde                 | Nouvelle-Aquitaine         | inscrit    | « PA00083771 », notice no PA00083771 | 44° 33′ 54″ nord, 0° 13′ 34″ ouest |       |
| Château Bertier                                                  | Pinsaguel                   | Haute-Garonne           | Occitanie                  | inscrit    | « PA00094420 », notice no PA00094420 | 43° 30′ 18″ nord, 1° 23′ 14″ est   |       |
| Abbaye de la Chaise-Dieu                                         | La Chaise-Dieu              | Haute-Loire             | Auvergne-Rhône-Alpes       | inscrit    | « PA00092633 », notice no PA00092633 | 45° 19′ 15″ nord, 3° 41′ 46″ est   |       |
| Église Notre-Dame-en-son-Assomption de Chassigny                 | Chassigny                   | Haute-Marne             | Grand Est                  | classé     | « PA00078998 », notice no PA00078998 | 47° 42′ 58″ nord, 5° 22′ 23″ est   |       |
| Maison                                                           | Gray                        | Haute-Saône             | Bourgogne-Franche-Comté    | classé     | « PA00102185 », notice no PA00102185 | 47° 26′ 45″ nord, 5° 35′ 31″ est   |       |
| Fontaine                                                         | Chamonix-Mont-Blanc         | Haute-Savoie            | Auvergne-Rhône-Alpes       | classé     | « PA00118370 », notice no PA00118370 | 45° 55′ 30″ nord, 6° 52′ 13″ est   |       |
| Ancien presbytère de Chamonix-Mont-Blanc                         | Chamonix-Mont-Blanc         | Haute-Savoie            | Auvergne-Rhône-Alpes       | inscrit    | « PA00118371 », notice no PA00118371 | 45° 55′ 26″ nord, 6° 52′ 05″ est   |       |
| Fontaine                                                         | Chamonix-Mont-Blanc         | Haute-Savoie            | Auvergne-Rhône-Alpes       | classé     | « PA00118369 », notice no PA00118369 | 45° 55′ 23″ nord, 6° 52′ 10″ est   |       |
| Chapelle Saint-Étienne de Marin                                  | Thonon-les-Bains            | Haute-Savoie            | Auvergne-Rhône-Alpes       | inscrit    | « PA00118452 », notice no PA00118452 | 46° 23′ 01″ nord, 6° 31′ 01″ est   |       |
| Église Saint-Pierre d'Arrens                                     | Arrens-Marsous              | Hautes-Pyrénées         | Occitanie                  | inscrit    | « PA00095324 », notice no PA00095324 | 42° 57′ 22″ nord, 0° 12′ 54″ ouest |       |
| Château de Mauvezin                                              | Mauvezin                    | Hautes-Pyrénées         | Occitanie                  | inscrit    | « PA00095398 », notice no PA00095398 | 43° 07′ 07″ nord, 0° 16′ 36″ est   |       |
| Tour de la Prison                                                | Sarrancolin                 | Hautes-Pyrénées         | Occitanie                  | inscrit    | « PA00095422 », notice no PA00095422 | 42° 57′ 56″ nord, 0° 22′ 41″ est   |       |
| Église Saint-Pierre-Saint-Paul                                   | Rueil-Malmaison             | Hauts-de-Seine          | Île-de-France              | classé     | « PA00088138 », notice no PA00088138 | 48° 52′ 35″ nord, 2° 10′ 53″ est   |       |
| Hôtel Joyeuse                                                    | Amboise                     | Indre-et-Loire          | Centre-Val de Loire        | inscrit    | « PA00097512 », notice no PA00097512 | 47° 24′ 41″ nord, 0° 59′ 05″ est   |       |
| Église Saint-Christophe de Bléré                                 | Bléré                       | Indre-et-Loire          | Centre-Val de Loire        | classé     | « PA00097588 », notice no PA00097588 | 47° 19′ 40″ nord, 0° 59′ 29″ est   |       |
| Église de Lièze                                                  | Chezelles                   | Indre-et-Loire          | Centre-Val de Loire        | inscrit    | « PA00097658 », notice no PA00097658 | 47° 04′ 06″ nord, 0° 26′ 18″ est   |       |
| Hôtel Mestivier des Minières                                     | Preuilly-sur-Claise         | Indre-et-Loire          | Centre-Val de Loire        | inscrit    | « PA00097928 », notice no PA00097928 | 46° 51′ 13″ nord, 0° 55′ 49″ est   |       |
| Manoir de la Béchellerie                                         | Saint-Cyr-sur-Loire         | Indre-et-Loire          | Centre-Val de Loire        | inscrit    | « PA00098070 », notice no PA00098070 | 47° 24′ 39″ nord, 0° 39′ 21″ est   |       |
| Enceinte de Châteauneuf                                          | Tours                       | Indre-et-Loire          | Centre-Val de Loire        | inscrit    | « PA00098159 », notice no PA00098159 | 47° 23′ 35″ nord, 0° 41′ 02″ est   |       |
| Caves                                                            | Tours                       | Indre-et-Loire          | Centre-Val de Loire        | inscrit    | « PA00098136 », notice no PA00098136 | 47° 23′ 38″ nord, 0° 41′ 00″ est   |       |
| Hôtel de Beaune-Semblançay                                       | Tours                       | Indre-et-Loire          | Centre-Val de Loire        | classé     | « PA00098164 », notice no PA00098164 | 47° 23′ 41″ nord, 0° 41′ 14″ est   |       |
| Hôtel Goüin                                                      | Tours                       | Indre-et-Loire          | Centre-Val de Loire        | classé     | « PA00098170 », notice no PA00098170 | 47° 23′ 42″ nord, 0° 41′ 05″ est   |       |
| Couvent des Ursulines                                            | Tours                       | Indre-et-Loire          | Centre-Val de Loire        | inscrit    | « PA00098146 », notice no PA00098146 | 47° 23′ 39″ nord, 0° 41′ 48″ est   |       |
| Maison des Quatre Fils Aymon                                     | Tours                       | Indre-et-Loire          | Centre-Val de Loire        | inscrit    | « PA00098233 », notice no PA00098233 | 47° 23′ 39″ nord, 0° 40′ 49″ est   |       |
| Maison des consorts Brand                                        | Arbois                      | Jura                    | Bourgogne-Franche-Comté    | inscrit    | « PA00101804 », notice no PA00101804 | 46° 54′ 07″ nord, 5° 46′ 26″ est   |       |
| Hôtel de Champagney, dit Palais Granvelle                        | Dole                        | Jura                    | Bourgogne-Franche-Comté    | inscrit    | « PA00101870 », notice no PA00101870 | 47° 05′ 29″ nord, 5° 29′ 39″ est   |       |
| Maison                                                           | Dole                        | Jura                    | Bourgogne-Franche-Comté    | inscrit    | « PA00101867 », notice no PA00101867 | 47° 05′ 30″ nord, 5° 29′ 34″ est   |       |
| Hôtel Terrier de Santans (Dole)                                  | Dole                        | Jura                    | Bourgogne-Franche-Comté    | inscrit    | « PA00101866 », notice no PA00101866 | 47° 05′ 35″ nord, 5° 29′ 40″ est   |       |
| Collège de Poligny                                               | Poligny                     | Jura                    | Bourgogne-Franche-Comté    | classé     | « PA00101994 », notice no PA00101994 | 46° 50′ 10″ nord, 5° 42′ 34″ est   |       |
| Fontaine du Lavoir                                               | Sermange                    | Jura                    | Bourgogne-Franche-Comté    | inscrit    | « PA00102038 », notice no PA00102038 | 47° 11′ 36″ nord, 5° 38′ 56″ est   |       |
| Porte de ville                                                   | Hastingues                  | Landes                  | Nouvelle-Aquitaine         | inscrit    | « PA00083953 », notice no PA00083953 | 43° 32′ 01″ nord, 1° 09′ 03″ ouest |       |
| Bornes de sauveté de Mimizan                                     | Mimizan                     | Landes                  | Nouvelle-Aquitaine         | inscrit    | « PA00083972 », notice no PA00083972 | 44° 12′ 34″ nord, 1° 14′ 28″ ouest |       |
| Maison                                                           | Blois                       | Loir-et-Cher            | Centre-Val de Loire        | inscrit    | « PA00098366 », notice no PA00098366 | 47° 35′ 14″ nord, 1° 20′ 10″ est   |       |
| Porte de ville                                                   | Marols                      | Loire                   | Auvergne-Rhône-Alpes       | inscrit    | « PA00117508 », notice no PA00117508 | 45° 28′ 42″ nord, 4° 02′ 43″ est   |       |
| Couvent des Oratoriens de Montbrison                             | Montbrison                  | Loire                   | Auvergne-Rhône-Alpes       | inscrit    | « PA00117519 », notice no PA00117519 | 45° 36′ 34″ nord, 4° 03′ 49″ est   |       |
| Château de Clermont                                              | Le Cellier                  | Loire-Atlantique        | Pays de la Loire           | inscrit    | « PA00108578 », notice no PA00108578 | 47° 19′ 31″ nord, 1° 20′ 02″ ouest |       |
| Église Saint-Jacques                                             | Clisson                     | Loire-Atlantique        | Pays de la Loire           | inscrit    | « PA00108590 », notice no PA00108590 | 47° 05′ 19″ nord, 1° 17′ 04″ ouest |       |
| Maison                                                           | Nantes                      | Loire-Atlantique        | Pays de la Loire           | inscrit    | « PA00108748 », notice no PA00108748 | 47° 12′ 45″ nord, 1° 33′ 20″ ouest |       |
| Chapelle Sainte-Anne                                             | Le Pallet                   | Loire-Atlantique        | Pays de la Loire           | inscrit    | « PA00108766 », notice no PA00108766 | 47° 08′ 10″ nord, 1° 19′ 51″ ouest |       |
| Église Saint-Martial de Châteauneuf-sur-Loire                    | Châteauneuf-sur-Loire       | Loiret                  | Centre-Val de Loire        | classé     | « PA00098738 », notice no PA00098738 | 47° 51′ 50″ nord, 2° 13′ 11″ est   |       |
| Habitations en pans de bois                                      | La Ferté-Saint-Aubin        | Loiret                  | Centre-Val de Loire        | inscrit    | « PA00098778 », notice no PA00098778 | 47° 43′ 30″ nord, 1° 56′ 30″ est   |       |
| Maison des Alix                                                  | Gien                        | Loiret                  | Centre-Val de Loire        | inscrit    | « PA00098786 », notice no PA00098786 | 47° 41′ 05″ nord, 2° 37′ 45″ est   |       |
| Immeuble                                                         | Orléans                     | Loiret                  | Centre-Val de Loire        | classé     | « PA00098857 », notice no PA00098857 | 47° 54′ 03″ nord, 1° 54′ 10″ est   |       |
| Maison de la Chancellerie                                        | Orléans                     | Loiret                  | Centre-Val de Loire        | classé     | « PA00098913 », notice no PA00098913 | 47° 54′ 08″ nord, 1° 54′ 13″ est   |       |
| Couvent des Minimes                                              | Orléans                     | Loiret                  | Centre-Val de Loire        | classé     | « PA00098840 », notice no PA00098840 | 47° 54′ 09″ nord, 1° 54′ 07″ est   |       |
| Abbaye de Saint-Benoît-sur-Loire                                 | Saint-Benoît-sur-Loire      | Loiret                  | Centre-Val de Loire        | classé     | « PA00099001 », notice no PA00099001 | 47° 48′ 34″ nord, 2° 18′ 20″ est   |       |
| Chapelle de la Madeleine de Cajarc                               | Cajarc                      | Lot                     | Occitanie                  | inscrit    | « PA00095032 », notice no PA00095032 | 44° 28′ 37″ nord, 1° 50′ 12″ est   |       |
| Hôtel de Vergès                                                  | Agen                        | Lot-et-Garonne          | Nouvelle-Aquitaine         | classé     | « PA00084044 », notice no PA00084044 | 44° 12′ 13″ nord, 0° 36′ 59″ est   |       |
| Église Saint-Sernin d'Artigues                                   | Foulayronnes                | Lot-et-Garonne          | Nouvelle-Aquitaine         | inscrit    | « PA00084121 », notice no PA00084121 | 44° 15′ 46″ nord, 0° 39′ 59″ est   |       |
| Église Saint-Jean de Villeneuve-de-Mézin                         | Lannes                      | Lot-et-Garonne          | Nouvelle-Aquitaine         | classé     | « PA00084266 », notice no PA00084266 | 44° 00′ 58″ nord, 0° 14′ 52″ est   |       |
| Menhirs de la Can d'Issenges                                     | Bédouès                     | Lozère                  | Occitanie                  | inscrit    | « PA00103791 », notice no PA00103791 | 44° 22′ 19″ nord, 3° 35′ 04″ est   |       |
| Menhirs de la Fage (premier groupe)                              | Les Bondons                 | Lozère                  | Occitanie                  | inscrit    | « PA00103796 », notice no PA00103796 | 44° 24′ 38″ nord, 3° 34′ 37″ est   |       |
| Menhirs de la Fage (deuxième groupe)                             | Les Bondons                 | Lozère                  | Occitanie                  | inscrit    | « PA00103797 », notice no PA00103797 | 44° 24′ 51″ nord, 3° 35′ 44″ est   |       |
| Menhirs de la Veissière                                          | Les Bondons                 | Lozère                  | Occitanie                  | inscrit    | « PA00103793 », notice no PA00103793 | 44° 23′ 38″ nord, 3° 38′ 56″ est   |       |
| Menhir de Colobrières                                            | Les Bondons                 | Lozère                  | Occitanie                  | inscrit    | « PA00103795 », notice no PA00103795 | 44° 24′ 05″ nord, 3° 38′ 01″ est   |       |
| Menhirs de la Maisonnette                                        | Les Bondons                 | Lozère                  | Occitanie                  | inscrit    | « PA00103798 », notice no PA00103798 | 44° 24′ 36″ nord, 3° 37′ 53″ est   |       |
| Menhirs de la colline de Treimes                                 | Les Bondons                 | Lozère                  | Occitanie                  | inscrit    | « PA00103794 », notice no PA00103794 | 44° 23′ 38″ nord, 3° 39′ 40″ est   |       |
| Menhirs de Montmirat                                             | Les Bondons                 | Lozère                  | Occitanie                  | inscrit    | « PA00103799 », notice no PA00103799 |                                    |       |
| Château de la Turmelière                                         | Orée d'Anjou                | Maine-et-Loire          | Pays de la Loire           | inscrit    | « PA00109152 », notice no PA00109152 | 47° 20′ 11″ nord, 1° 11′ 05″ ouest |       |
| Grande Pierre Levée                                              | Sèvremoine                  | Maine-et-Loire          | Pays de la Loire           | classé     | « PA00109274 », notice no PA00109274 | 47° 06′ 15″ nord, 1° 02′ 09″ ouest |       |
| Hôtel Dubois de Crancé                                           | Châlons-en-Champagne        | Marne                   | Grand Est                  | classé     | « PA00078609 », notice no PA00078609 | 48° 57′ 23″ nord, 4° 21′ 46″ est   |       |
| Hôtel de ville                                                   | Châlons-en-Champagne        | Marne                   | Grand Est                  | classé     | « PA00078623 », notice no PA00078623 | 48° 57′ 24″ nord, 4° 21′ 46″ est   |       |
| Porte Sainte-Croix                                               | Châlons-en-Champagne        | Marne                   | Grand Est                  | classé     | « PA00078651 », notice no PA00078651 | 48° 57′ 07″ nord, 4° 22′ 05″ est   |       |
| Maisons                                                          | Châlons-en-Champagne        | Marne                   | Grand Est                  | inscrit    | « PA00078646 », notice no PA00078646 | 48° 57′ 19″ nord, 4° 21′ 22″ est   |       |
| Hôtel de ville de Vitry-le-François                              | Vitry-le-François           | Marne                   | Grand Est                  | classé     | « PA00078910 », notice no PA00078910 | 48° 43′ 29″ nord, 4° 35′ 22″ est   |       |
| Collège de garçons                                               | Vitry-le-François           | Marne                   | Grand Est                  | classé     | « PA00078909 », notice no PA00078909 | 48° 43′ 30″ nord, 4° 35′ 24″ est   |       |
| Église Saint-Jean-Baptiste de Château-Gontier                    | Château-Gontier             | Mayenne                 | Pays de la Loire           | classé     | « PA00109484 », notice no PA00109484 | 47° 49′ 48″ nord, 0° 42′ 20″ ouest |       |
| Fortifications                                                   | Toul                        | Meurthe-et-Moselle      | Grand Est                  | classé     | « PA00106376 », notice no PA00106376 |                                    |       |
| Couvent des Cordeliers                                           | Toul                        | Meurthe-et-Moselle      | Grand Est                  | inscrit    | « PA00106373 », notice no PA00106373 | 48° 40′ 38″ nord, 5° 53′ 35″ est   |       |
| Immeuble                                                         | Toul                        | Meurthe-et-Moselle      | Grand Est                  | inscrit    | « PA54000064 », notice no PA54000064 | 48° 40′ 27″ nord, 5° 53′ 16″ est   |       |
| Hôtel des ducs des Hazards                                       | Toul                        | Meurthe-et-Moselle      | Grand Est                  | inscrit    | « PA00106379 », notice no PA00106379 | 48° 40′ 34″ nord, 5° 53′ 26″ est   |       |
| Immeuble (détruit)                                               | Toul                        | Meurthe-et-Moselle      | Grand Est                  | inscrit    | « PA00106384 », notice no PA00106384 | 48° 40′ 32″ nord, 5° 53′ 14″ est   |       |
| Couvent des sœurs de Notre-Dame                                  | Toul                        | Meurthe-et-Moselle      | Grand Est                  | inscrit    | « PA00106385 », notice no PA00106385 | 48° 40′ 38″ nord, 5° 53′ 33″ est   |       |
| Immeuble                                                         | Toul                        | Meurthe-et-Moselle      | Grand Est                  | inscrit    | « PA00106387 », notice no PA00106387 | 48° 40′ 43″ nord, 5° 53′ 30″ est   |       |
| Immeuble                                                         | Toul                        | Meurthe-et-Moselle      | Grand Est                  | inscrit    | « PA00106388 », notice no PA00106388 | 48° 40′ 27″ nord, 5° 53′ 16″ est   |       |
| Immeuble                                                         | Toul                        | Meurthe-et-Moselle      | Grand Est                  | inscrit    | « PA00106397 », notice no PA00106397 | 48° 40′ 34″ nord, 5° 53′ 30″ est   |       |
| Maison canoniale                                                 | Toul                        | Meurthe-et-Moselle      | Grand Est                  | inscrit    | « PA00106413 », notice no PA00106413 | 48° 40′ 32″ nord, 5° 53′ 36″ est   |       |
| Ancien couvent Saint-Léon de Toul                                | Toul                        | Meurthe-et-Moselle      | Grand Est                  | inscrit    | « PA00106372 », notice no PA00106372 | 48° 40′ 40″ nord, 5° 53′ 21″ est   |       |
| Hôtel de Rigny                                                   | Toul                        | Meurthe-et-Moselle      | Grand Est                  | inscrit    | « PA00106382 », notice no PA00106382 | 48° 40′ 35″ nord, 5° 53′ 34″ est   |       |
| Immeuble                                                         | Toul                        | Meurthe-et-Moselle      | Grand Est                  | inscrit    | « PA00106392 », notice no PA00106392 | 48° 40′ 42″ nord, 5° 53′ 29″ est   |       |
| Maison canoniale                                                 | Toul                        | Meurthe-et-Moselle      | Grand Est                  | inscrit    | « PA00106410 », notice no PA00106410 | 48° 40′ 29″ nord, 5° 53′ 33″ est   |       |
| Maison canoniale                                                 | Toul                        | Meurthe-et-Moselle      | Grand Est                  | inscrit    | « PA00106416 », notice no PA00106416 | 48° 40′ 27″ nord, 5° 53′ 36″ est   |       |
| Immeuble                                                         | Toul                        | Meurthe-et-Moselle      | Grand Est                  | inscrit    | « PA00106393 », notice no PA00106393 | 48° 40′ 37″ nord, 5° 53′ 27″ est   |       |
| Immeuble (détruit en 1944)                                       | Toul                        | Meurthe-et-Moselle      | Grand Est                  | inscrit    | « PA00106394 », notice no PA00106394 | 48° 40′ 30″ nord, 5° 53′ 34″ est   |       |
| Immeuble                                                         | Toul                        | Meurthe-et-Moselle      | Grand Est                  | inscrit    | « PA00106399 », notice no PA00106399 | 48° 40′ 29″ nord, 5° 53′ 31″ est   |       |
| Immeuble (détruit)                                               | Toul                        | Meurthe-et-Moselle      | Grand Est                  | inscrit    | « PA00106402 », notice no PA00106402 | 48° 40′ 26″ nord, 5° 53′ 36″ est   |       |
| Maison des Chevaliers de Malte                                   | Toul                        | Meurthe-et-Moselle      | Grand Est                  | inscrit    | « PA00106407 », notice no PA00106407 | 48° 40′ 27″ nord, 5° 53′ 15″ est   |       |
| Hôtel du Gouverneur                                              | Toul                        | Meurthe-et-Moselle      | Grand Est                  | inscrit    | « PA00106380 », notice no PA00106380 | 48° 40′ 41″ nord, 5° 53′ 33″ est   |       |
| Immeuble                                                         | Toul                        | Meurthe-et-Moselle      | Grand Est                  | inscrit    | « PA00106390 », notice no PA00106390 | 48° 40′ 41″ nord, 5° 53′ 27″ est   |       |
| Immeuble                                                         | Toul                        | Meurthe-et-Moselle      | Grand Est                  | inscrit    | « PA00106391 », notice no PA00106391 | 48° 40′ 41″ nord, 5° 53′ 28″ est   |       |
| Maison de l'Apothicaire                                          | Toul                        | Meurthe-et-Moselle      | Grand Est                  | inscrit    | « PA00106403 », notice no PA00106403 | 48° 40′ 36″ nord, 5° 53′ 25″ est   |       |
| Bailliage                                                        | Toul                        | Meurthe-et-Moselle      | Grand Est                  | inscrit    | « PA00106371 », notice no PA00106371 | 48° 40′ 32″ nord, 5° 53′ 27″ est   |       |
| Hospice Saint-Charles                                            | Toul                        | Meurthe-et-Moselle      | Grand Est                  | inscrit    | « PA00106378 », notice no PA00106378 | 48° 40′ 33″ nord, 5° 53′ 13″ est   |       |
| Couvent des sœurs de Notre-Dame                                  | Toul                        | Meurthe-et-Moselle      | Grand Est                  | inscrit    | « PA00106386 », notice no PA00106386 | 48° 40′ 39″ nord, 5° 53′ 33″ est   |       |
| Immeuble                                                         | Toul                        | Meurthe-et-Moselle      | Grand Est                  | inscrit    | « PA00106396 », notice no PA00106396 | 48° 40′ 31″ nord, 5° 53′ 29″ est   |       |
| Portail du Salvateur                                             | Toul                        | Meurthe-et-Moselle      | Grand Est                  | inscrit    | « PA00106418 », notice no PA00106418 | 48° 40′ 32″ nord, 5° 53′ 33″ est   |       |
| Tour de l'Horloge                                                | Bar-le-Duc                  | Meuse                   | Grand Est                  | classé     | « PA00106493 », notice no PA00106493 | 48° 46′ 16″ nord, 5° 09′ 29″ est   |       |
| Église Saint-Évence d'Èvres et son cimetière                     | Èvres                       | Meuse                   | Grand Est                  | classé     | « PA00106534 », notice no PA00106534 | 48° 58′ 59″ nord, 5° 07′ 30″ est   |       |
| Église Saint-Jean-Baptiste de Foucaucourt-sur-Thabas             | Foucaucourt-sur-Thabas      | Meuse                   | Grand Est                  | classé     | « PA00106537 », notice no PA00106537 | 48° 59′ 55″ nord, 5° 06′ 08″ est   |       |
| Église Saint-Nicolas de Triaucourt                               | Seuil-d'Argonne             | Meuse                   | Grand Est                  | classé     | « PA00106634 », notice no PA00106634 | 48° 58′ 42″ nord, 5° 03′ 38″ est   |       |
| Château de Kéravéon                                              | Erdeven                     | Morbihan                | Bretagne                   | inscrit    | « PA00091181 », notice no PA00091181 | 47° 38′ 55″ nord, 3° 08′ 48″ ouest |       |
| Remparts                                                         | Hennebont                   | Morbihan                | Bretagne                   | classé     | « PA00091292 », notice no PA00091292 | 47° 48′ 17″ nord, 3° 16′ 46″ ouest |       |
| Maison du Canon                                                  | La Roche-Bernard            | Morbihan                | Bretagne                   | inscrit    | « PA00091636 », notice no PA00091636 | 47° 31′ 07″ nord, 2° 18′ 10″ ouest |       |
| Église Saint-Sauveur                                             | Nevers                      | Nièvre                  | Bourgogne-Franche-Comté    | classé     | « PA00112943 », notice no PA00112943 | 46° 59′ 07″ nord, 3° 09′ 27″ est   |       |
| Borne de Gouzeaucourt                                            | Gouzeaucourt                | Nord                    | Hauts-de-France            | inscrit    | « PA00107538 », notice no PA00107538 | 50° 02′ 49″ nord, 3° 05′ 35″ est   |       |
| Chapitre des Chanoinesses                                        | Maubeuge                    | Nord                    | Hauts-de-France            | inscrit    | « PA00107746 », notice no PA00107746 | 50° 16′ 38″ nord, 3° 58′ 32″ est   |       |
| Remparts gallo-romains                                           | Beauvais                    | Oise                    | Hauts-de-France            | inscrit    | « PA00114517 », notice no PA00114517 | 49° 25′ 56″ nord, 2° 04′ 59″ est   |       |
| Ferme de Morancy                                                 | Boran-sur-Oise              | Oise                    | Hauts-de-France            | inscrit    | « PA00114535 », notice no PA00114535 | 49° 10′ 55″ nord, 2° 21′ 41″ est   |       |
| Chanoinerie de Carrouges                                         | Carrouges                   | Orne                    | Normandie                  | inscrit    | « PA00110757 », notice no PA00110757 | 48° 33′ 47″ nord, 0° 09′ 01″ ouest |       |
| Église Notre-Dame du Mont-Harou                                  | Moutiers-au-Perche          | Orne                    | Normandie                  | classé     | « PA00110873 », notice no PA00110873 | 48° 28′ 44″ nord, 0° 50′ 48″ est   |       |
| Église Notre-Dame de Sauvelade                                   | Sauvelade                   | Pyrénées-Atlantiques    | Nouvelle-Aquitaine         | inscrit    | « PA00084522 », notice no PA00084522 | 43° 23′ 43″ nord, 0° 42′ 24″ ouest |       |
| Église Saint-Félix de Fillols                                    | Fillols                     | Pyrénées-Orientales     | Occitanie                  | classé     | « PA00104026 », notice no PA00104026 | 42° 33′ 41″ nord, 2° 24′ 31″ est   |       |
| Maison Thomassin                                                 | 5e arrondissement de Lyon   | Rhône                   | Auvergne-Rhône-Alpes       | classé     | « PA00117901 », notice no PA00117901 | 45° 45′ 52″ nord, 4° 49′ 42″ est   |       |
| Immeuble                                                         | 2e arrondissement de Lyon   | Rhône                   | Auvergne-Rhône-Alpes       | inscrit    | « PA00117822 », notice no PA00117822 | 45° 45′ 32″ nord, 4° 49′ 52″ est   |       |
| Immeuble                                                         | 2e arrondissement de Lyon   | Rhône                   | Auvergne-Rhône-Alpes       | inscrit    | « PA00117824 », notice no PA00117824 | 45° 45′ 32″ nord, 4° 49′ 52″ est   |       |
| Immeuble                                                         | 2e arrondissement de Lyon   | Rhône                   | Auvergne-Rhône-Alpes       | inscrit    | « PA00117832 », notice no PA00117832 | 45° 45′ 29″ nord, 4° 50′ 01″ est   |       |
| Immeuble                                                         | 2e arrondissement de Lyon   | Rhône                   | Auvergne-Rhône-Alpes       | inscrit    | « PA00117837 », notice no PA00117837 | 45° 45′ 28″ nord, 4° 50′ 02″ est   |       |
| Immeuble                                                         | 2e arrondissement de Lyon   | Rhône                   | Auvergne-Rhône-Alpes       | inscrit    | « PA00117840 », notice no PA00117840 | 45° 45′ 26″ nord, 4° 50′ 00″ est   |       |
| Immeuble                                                         | 2e arrondissement de Lyon   | Rhône                   | Auvergne-Rhône-Alpes       | inscrit    | « PA00117848 », notice no PA00117848 | 45° 45′ 26″ nord, 4° 49′ 51″ est   |       |
| Immeuble                                                         | 2e arrondissement de Lyon   | Rhône                   | Auvergne-Rhône-Alpes       | inscrit    | « PA00117849 », notice no PA00117849 | 45° 45′ 26″ nord, 4° 49′ 50″ est   |       |
| Immeuble                                                         | 2e arrondissement de Lyon   | Rhône                   | Auvergne-Rhône-Alpes       | inscrit    | « PA00117853 », notice no PA00117853 | 45° 45′ 27″ nord, 4° 49′ 45″ est   |       |
| Immeuble                                                         | 2e arrondissement de Lyon   | Rhône                   | Auvergne-Rhône-Alpes       | inscrit    | « PA00117859 », notice no PA00117859 | 45° 45′ 32″ nord, 4° 49′ 50″ est   |       |
| Immeuble                                                         | 2e arrondissement de Lyon   | Rhône                   | Auvergne-Rhône-Alpes       | inscrit    | « PA00117866 », notice no PA00117866 | 45° 45′ 29″ nord, 4° 50′ 03″ est   |       |
| Immeuble                                                         | 2e arrondissement de Lyon   | Rhône                   | Auvergne-Rhône-Alpes       | inscrit    | « PA00117825 », notice no PA00117825 | 45° 45′ 31″ nord, 4° 49′ 54″ est   |       |
| Immeuble                                                         | 2e arrondissement de Lyon   | Rhône                   | Auvergne-Rhône-Alpes       | inscrit    | « PA00117826 », notice no PA00117826 | 45° 45′ 31″ nord, 4° 49′ 55″ est   |       |
| Immeuble                                                         | 2e arrondissement de Lyon   | Rhône                   | Auvergne-Rhône-Alpes       | inscrit    | « PA00117831 », notice no PA00117831 | 45° 45′ 32″ nord, 4° 49′ 52″ est   |       |
| Immeuble                                                         | 2e arrondissement de Lyon   | Rhône                   | Auvergne-Rhône-Alpes       | inscrit    | « PA00117833 », notice no PA00117833 | 45° 45′ 29″ nord, 4° 50′ 01″ est   |       |
| Immeuble                                                         | 2e arrondissement de Lyon   | Rhône                   | Auvergne-Rhône-Alpes       | inscrit    | « PA00117834 », notice no PA00117834 | 45° 45′ 28″ nord, 4° 50′ 01″ est   |       |
| Immeuble                                                         | 2e arrondissement de Lyon   | Rhône                   | Auvergne-Rhône-Alpes       | inscrit    | « PA00117836 », notice no PA00117836 | 45° 45′ 28″ nord, 4° 50′ 02″ est   |       |
| Immeuble                                                         | 2e arrondissement de Lyon   | Rhône                   | Auvergne-Rhône-Alpes       | inscrit    | « PA00117841 », notice no PA00117841 | 45° 45′ 25″ nord, 4° 49′ 57″ est   |       |
| Immeuble                                                         | 2e arrondissement de Lyon   | Rhône                   | Auvergne-Rhône-Alpes       | inscrit    | « PA00117842 », notice no PA00117842 | 45° 45′ 26″ nord, 4° 49′ 56″ est   |       |
| Immeuble                                                         | 2e arrondissement de Lyon   | Rhône                   | Auvergne-Rhône-Alpes       | inscrit    | « PA00117843 », notice no PA00117843 | 45° 45′ 26″ nord, 4° 49′ 56″ est   |       |
| Immeuble                                                         | 2e arrondissement de Lyon   | Rhône                   | Auvergne-Rhône-Alpes       | inscrit    | « PA00117845 », notice no PA00117845 | 45° 45′ 25″ nord, 4° 49′ 53″ est   |       |
| Immeuble                                                         | 2e arrondissement de Lyon   | Rhône                   | Auvergne-Rhône-Alpes       | inscrit    | « PA00117851 », notice no PA00117851 | 45° 45′ 26″ nord, 4° 49′ 49″ est   |       |
| Immeuble                                                         | 2e arrondissement de Lyon   | Rhône                   | Auvergne-Rhône-Alpes       | inscrit    | « PA00117852 », notice no PA00117852 | 45° 45′ 27″ nord, 4° 49′ 47″ est   |       |
| Immeuble                                                         | 2e arrondissement de Lyon   | Rhône                   | Auvergne-Rhône-Alpes       | inscrit    | « PA00117857 », notice no PA00117857 | 45° 45′ 31″ nord, 4° 49′ 50″ est   |       |
| Immeuble                                                         | 2e arrondissement de Lyon   | Rhône                   | Auvergne-Rhône-Alpes       | inscrit    | « PA00117858 », notice no PA00117858 | 45° 45′ 31″ nord, 4° 49′ 50″ est   |       |
| Immeuble                                                         | 2e arrondissement de Lyon   | Rhône                   | Auvergne-Rhône-Alpes       | inscrit    | « PA00117860 », notice no PA00117860 | 45° 45′ 32″ nord, 4° 49′ 51″ est   |       |
| Immeuble                                                         | 2e arrondissement de Lyon   | Rhône                   | Auvergne-Rhône-Alpes       | inscrit    | « PA00117865 », notice no PA00117865 | 45° 45′ 30″ nord, 4° 50′ 02″ est   |       |
| Immeuble                                                         | 2e arrondissement de Lyon   | Rhône                   | Auvergne-Rhône-Alpes       | inscrit    | « PA00117823 », notice no PA00117823 | 45° 45′ 31″ nord, 4° 49′ 52″ est   |       |
| Immeuble                                                         | 2e arrondissement de Lyon   | Rhône                   | Auvergne-Rhône-Alpes       | inscrit    | « PA00117829 », notice no PA00117829 | 45° 45′ 30″ nord, 4° 49′ 59″ est   |       |
| Immeuble                                                         | 2e arrondissement de Lyon   | Rhône                   | Auvergne-Rhône-Alpes       | inscrit    | « PA00117835 », notice no PA00117835 | 45° 45′ 28″ nord, 4° 50′ 03″ est   |       |
| Immeuble                                                         | 2e arrondissement de Lyon   | Rhône                   | Auvergne-Rhône-Alpes       | inscrit    | « PA00117847 », notice no PA00117847 | 45° 45′ 26″ nord, 4° 49′ 54″ est   |       |
| Immeuble                                                         | 2e arrondissement de Lyon   | Rhône                   | Auvergne-Rhône-Alpes       | inscrit    | « PA00117850 », notice no PA00117850 | 45° 45′ 28″ nord, 4° 49′ 50″ est   |       |
| Immeuble                                                         | 2e arrondissement de Lyon   | Rhône                   | Auvergne-Rhône-Alpes       | inscrit    | « PA00117879 », notice no PA00117879 | 45° 45′ 23″ nord, 4° 49′ 53″ est   |       |
| Immeuble                                                         | 2e arrondissement de Lyon   | Rhône                   | Auvergne-Rhône-Alpes       | inscrit    | « PA00117844 », notice no PA00117844 | 45° 45′ 25″ nord, 4° 49′ 56″ est   |       |
| Immeuble                                                         | 2e arrondissement de Lyon   | Rhône                   | Auvergne-Rhône-Alpes       | inscrit    | « PA00117846 », notice no PA00117846 | 45° 45′ 24″ nord, 4° 49′ 52″ est   |       |
| Immeuble                                                         | 2e arrondissement de Lyon   | Rhône                   | Auvergne-Rhône-Alpes       | inscrit    | « PA00117854 », notice no PA00117854 | 45° 45′ 29″ nord, 4° 49′ 46″ est   |       |
| Immeuble                                                         | 2e arrondissement de Lyon   | Rhône                   | Auvergne-Rhône-Alpes       | inscrit    | « PA00117855 », notice no PA00117855 | 45° 45′ 29″ nord, 4° 49′ 48″ est   |       |
| Immeuble                                                         | 2e arrondissement de Lyon   | Rhône                   | Auvergne-Rhône-Alpes       | inscrit    | « PA00117856 », notice no PA00117856 | 45° 45′ 30″ nord, 4° 49′ 49″ est   |       |
| Immeuble                                                         | 2e arrondissement de Lyon   | Rhône                   | Auvergne-Rhône-Alpes       | inscrit    | « PA00117861 », notice no PA00117861 | 45° 45′ 24″ nord, 4° 49′ 50″ est   |       |
| Immeuble                                                         | 2e arrondissement de Lyon   | Rhône                   | Auvergne-Rhône-Alpes       | inscrit    | « PA00117867 », notice no PA00117867 | 45° 45′ 30″ nord, 4° 50′ 04″ est   |       |
| Immeuble                                                         | 2e arrondissement de Lyon   | Rhône                   | Auvergne-Rhône-Alpes       | inscrit    | « PA00117827 », notice no PA00117827 | 45° 45′ 30″ nord, 4° 49′ 56″ est   |       |
| Immeuble                                                         | 2e arrondissement de Lyon   | Rhône                   | Auvergne-Rhône-Alpes       | inscrit    | « PA00117828 », notice no PA00117828 | 45° 45′ 30″ nord, 4° 49′ 56″ est   |       |
| Immeuble                                                         | 2e arrondissement de Lyon   | Rhône                   | Auvergne-Rhône-Alpes       | inscrit    | « PA00117830 », notice no PA00117830 | 45° 45′ 31″ nord, 4° 49′ 56″ est   |       |
| Immeuble                                                         | 2e arrondissement de Lyon   | Rhône                   | Auvergne-Rhône-Alpes       | inscrit    | « PA00117838 », notice no PA00117838 | 45° 45′ 25″ nord, 4° 50′ 02″ est   |       |
| Immeuble                                                         | 2e arrondissement de Lyon   | Rhône                   | Auvergne-Rhône-Alpes       | inscrit    | « PA00117839 », notice no PA00117839 | 45° 45′ 24″ nord, 4° 49′ 59″ est   |       |
| Immeuble                                                         | 2e arrondissement de Lyon   | Rhône                   | Auvergne-Rhône-Alpes       | inscrit    | « PA00117868 », notice no PA00117868 | 45° 45′ 28″ nord, 4° 50′ 04″ est   |       |
| Maisons                                                          | Thizy-les-Bourgs            | Rhône                   | Auvergne-Rhône-Alpes       | inscrit    | « PA00118083 », notice no PA00118083 | 46° 02′ 00″ nord, 4° 18′ 33″ est   |       |
| Maison de la Mothe                                               | Chalon-sur-Saône            | Saône-et-Loire          | Bourgogne-Franche-Comté    | classé     | « PA00113175 », notice no PA00113175 | 46° 46′ 54″ nord, 4° 51′ 28″ est   |       |
| Presbytère de Chapaize                                           | Chapaize                    | Saône-et-Loire          | Bourgogne-Franche-Comté    | inscrit    | « PA00113188 », notice no PA00113188 | 46° 33′ 25″ nord, 4° 44′ 17″ est   |       |
| Immeuble                                                         | Cluny                       | Saône-et-Loire          | Bourgogne-Franche-Comté    | inscrit    | « PA00113235 », notice no PA00113235 | 46° 26′ 10″ nord, 4° 39′ 25″ est   |       |
| Fontaine de la rue d'Avril                                       | Cluny                       | Saône-et-Loire          | Bourgogne-Franche-Comté    | inscrit    | « PA00113225 », notice no PA00113225 | 46° 26′ 09″ nord, 4° 39′ 24″ est   |       |
| Maison                                                           | Cluny                       | Saône-et-Loire          | Bourgogne-Franche-Comté    | inscrit    | « PA00113232 », notice no PA00113232 | 46° 26′ 06″ nord, 4° 39′ 21″ est   |       |
| Immeuble                                                         | Cluny                       | Saône-et-Loire          | Bourgogne-Franche-Comté    | inscrit    | « PA00113233 », notice no PA00113233 | 46° 26′ 07″ nord, 4° 39′ 21″ est   |       |
| Immeuble                                                         | Cluny                       | Saône-et-Loire          | Bourgogne-Franche-Comté    | inscrit    | « PA00113230 », notice no PA00113230 | 46° 26′ 10″ nord, 4° 39′ 19″ est   |       |
| Immeuble                                                         | Cluny                       | Saône-et-Loire          | Bourgogne-Franche-Comté    | inscrit    | « PA00113234 », notice no PA00113234 | 46° 26′ 12″ nord, 4° 39′ 26″ est   |       |
| Immeuble                                                         | Cluny                       | Saône-et-Loire          | Bourgogne-Franche-Comté    | inscrit    | « PA00113236 », notice no PA00113236 | 46° 26′ 13″ nord, 4° 39′ 25″ est   |       |
| Immeuble                                                         | Cluny                       | Saône-et-Loire          | Bourgogne-Franche-Comté    | inscrit    | « PA00113231 », notice no PA00113231 | 46° 26′ 13″ nord, 4° 39′ 28″ est   |       |
| Église Saint-Pierre de Cuisery                                   | Cuisery                     | Saône-et-Loire          | Bourgogne-Franche-Comté    | inscrit    | « PA00113260 », notice no PA00113260 | 46° 33′ 31″ nord, 5° 00′ 02″ est   |       |
| Château de Balleure                                              | Étrigny                     | Saône-et-Loire          | Bourgogne-Franche-Comté    | inscrit    | « PA00113274 », notice no PA00113274 | 46° 34′ 42″ nord, 4° 48′ 03″ est   |       |
| Château de Marigny                                               | Fleurville                  | Saône-et-Loire          | Bourgogne-Franche-Comté    | inscrit    | « PA00113278 », notice no PA00113278 | 46° 26′ 38″ nord, 4° 52′ 36″ est   |       |
| Église Saint-Martin de Cortiambles                               | Givry                       | Saône-et-Loire          | Bourgogne-Franche-Comté    | inscrit    | « PA00113288 », notice no PA00113288 | 46° 46′ 45″ nord, 4° 43′ 50″ est   |       |
| Église Saint-Martin de Grevilly                                  | Grevilly                    | Saône-et-Loire          | Bourgogne-Franche-Comté    | inscrit    | « PA00113295 », notice no PA00113295 | 46° 30′ 58″ nord, 4° 49′ 16″ est   |       |
| Hôtel de ville                                                   | Mâcon                       | Saône-et-Loire          | Bourgogne-Franche-Comté    | inscrit    | « PA00113327 », notice no PA00113327 | 46° 18′ 11″ nord, 4° 49′ 58″ est   |       |
| Église Saint-Pierre de Mellecey                                  | Mellecey                    | Saône-et-Loire          | Bourgogne-Franche-Comté    | inscrit    | « PA00113355 », notice no PA00113355 | 46° 48′ 37″ nord, 4° 43′ 46″ est   |       |
| Église de l'Assomption de Mercurey                               | Mercurey                    | Saône-et-Loire          | Bourgogne-Franche-Comté    | inscrit    | « PA00113358 », notice no PA00113358 | 46° 50′ 23″ nord, 4° 43′ 10″ est   |       |
| Château de Monceau                                               | Prissé                      | Saône-et-Loire          | Bourgogne-Franche-Comté    | inscrit    | « PA00113394 », notice no PA00113394 | 46° 20′ 21″ nord, 4° 44′ 33″ est   |       |
| Fontaine-lavoir de Sennecey-le-Grand                             | Sennecey-le-Grand           | Saône-et-Loire          | Bourgogne-Franche-Comté    | inscrit    | « PA00113476 », notice no PA00113476 | 46° 38′ 46″ nord, 4° 52′ 04″ est   |       |
| Prieuré du Villars                                               | Le Villars                  | Saône-et-Loire          | Bourgogne-Franche-Comté    | classé     | « PA00113527 », notice no PA00113527 | 46° 31′ 50″ nord, 4° 55′ 52″ est   |       |
| Église Saint-Germain-d'Auxerre de Lady                           | Mormant                     | Seine-et-Marne          | Île-de-France              | inscrit    | « PA00087150 », notice no PA00087150 | 48° 35′ 03″ nord, 2° 53′ 46″ est   |       |
| Maison romane                                                    | Provins                     | Seine-et-Marne          | Île-de-France              | classé     | « PA00087226 », notice no PA00087226 | 48° 33′ 42″ nord, 3° 17′ 26″ est   |       |
| Maison                                                           | Provins                     | Seine-et-Marne          | Île-de-France              | inscrit    | « PA00087225 », notice no PA00087225 | 48° 33′ 43″ nord, 3° 17′ 20″ est   |       |
| Couvent des Augustines de Caudebec-en-Caux                       | Caudebec-en-Caux            | Seine-Maritime          | Normandie                  | inscrit    | « PA76000004 », notice no PA76000004 | 49° 31′ 35″ nord, 0° 43′ 28″ est   |       |
| Donjon de Mortemer                                               | Mortemer                    | Seine-Maritime          | Normandie                  | inscrit    | « PA00100767 », notice no PA00100767 | 49° 45′ 02″ nord, 1° 32′ 57″ est   |       |
| Halle aux Toiles                                                 | Rouen                       | Seine-Maritime          | Normandie                  | classé     | « PA00100833 », notice no PA00100833 | 49° 26′ 17″ nord, 1° 05′ 42″ est   |       |
| Château d'Ételan                                                 | Saint-Maurice-d'Ételan      | Seine-Maritime          | Normandie                  | inscrit    | « PA00101038 », notice no PA00101038 | 49° 27′ 59″ nord, 0° 37′ 41″ est   |       |
| Maison de Henri IV                                               | Saint-Valery-en-Caux        | Seine-Maritime          | Normandie                  | classé     | « PA00101052 », notice no PA00101052 | 49° 52′ 08″ nord, 0° 42′ 39″ est   |       |
| Église Saint-Denis d'Airaines                                    | Airaines                    | Somme                   | Hauts-de-France            | classé     | « PA00116040 », notice no PA00116040 | 49° 57′ 54″ nord, 1° 56′ 46″ est   |       |
| Maison du Bailliage                                              | Amiens                      | Somme                   | Hauts-de-France            | classé     | « PA00116065 », notice no PA00116065 | 49° 53′ 41″ nord, 2° 17′ 42″ est   |       |
| Maison du Sagittaire                                             | Amiens                      | Somme                   | Hauts-de-France            | classé     | « PA00116072 », notice no PA00116072 | 49° 53′ 35″ nord, 2° 18′ 00″ est   |       |
| Église Saint-Riquier de Fontaine-sur-Somme                       | Fontaine-sur-Somme          | Somme                   | Hauts-de-France            | classé     | « PA00116157 », notice no PA00116157 | 50° 01′ 44″ nord, 1° 56′ 18″ est   |       |
| Halle de Lacapelle-Livron                                        | Lacapelle-Livron            | Tarn-et-Garonne         | Occitanie                  | classé     | « PA00095759 », notice no PA00095759 | 44° 16′ 00″ nord, 1° 47′ 04″ est   |       |
| Église Notre-Dame de Lacour                                      | Lacour                      | Tarn-et-Garonne         | Occitanie                  | classé     | « PA00095764 », notice no PA00095764 | 44° 17′ 28″ nord, 0° 56′ 44″ est   |       |
| Domaine de Villarceaux                                           | Chaussy                     | Val-d'Oise              | Île-de-France              | classé     | « PA00080022 », notice no PA00080022 | 49° 07′ 23″ nord, 1° 42′ 21″ est   |       |
| Vestiges gallo-romains de Genainville                            | Genainville                 | Val-d'Oise              | Île-de-France              | classé     | « PA00080069 », notice no PA00080069 | 49° 07′ 14″ nord, 1° 46′ 16″ est   |       |
| Église Saint-Martin de L'Isle-Adam                               | L'Isle-Adam                 | Val-d'Oise              | Île-de-France              | classé     | « PA00080095 », notice no PA00080095 | 49° 06′ 43″ nord, 2° 13′ 03″ est   |       |
| Église Notre-Dame-de-l'Assomption de Montgeroult                 | Montgeroult                 | Val-d'Oise              | Île-de-France              | classé     | « PA00080128 », notice no PA00080128 | 49° 05′ 04″ nord, 2° 00′ 20″ est   |       |
| Fontaine de la place de la Mairie                                | Besse-sur-Issole            | Var                     | Provence-Alpes-Côte d'Azur | inscrit    | « PA00081544 », notice no PA00081544 | 43° 20′ 59″ nord, 6° 10′ 37″ est   |       |
| Fontaine de la rue de l'Abreuvoir                                | Besse-sur-Issole            | Var                     | Provence-Alpes-Côte d'Azur | inscrit    | « PA00081543 », notice no PA00081543 | 43° 20′ 58″ nord, 6° 10′ 37″ est   |       |
| Beffroi de Besse-sur-Issole                                      | Besse-sur-Issole            | Var                     | Provence-Alpes-Côte d'Azur | inscrit    | « PA00081542 », notice no PA00081542 | 43° 20′ 59″ nord, 6° 10′ 37″ est   |       |
| Hôtel de Baroncelli-Javon                                        | Avignon                     | Vaucluse                | Provence-Alpes-Côte d'Azur | classé     | « PA00081942 », notice no PA00081942 | 43° 56′ 54″ nord, 4° 48′ 20″ est   |       |
| Halles de Couhé                                                  | Couhé                       | Vienne                  | Nouvelle-Aquitaine         | inscrit    | « PA00105434 », notice no PA00105434 | 46° 17′ 54″ nord, 0° 10′ 46″ est   |       |
| Citadelle de Mirebeau                                            | Mirebeau                    | Vienne                  | Nouvelle-Aquitaine         | inscrit    | « PA00105537 », notice no PA00105537 | 46° 47′ 21″ nord, 0° 11′ 05″ est   |       |
| Chapitre de Saint-Hilaire                                        | Poitiers                    | Vienne                  | Nouvelle-Aquitaine         | inscrit    | « PA00105589 », notice no PA00105589 | 46° 34′ 38″ nord, 0° 19′ 56″ est   |       |
| Abbaye Notre-Dame de la Réau                                     | Saint-Martin-l'Ars          | Vienne                  | Nouvelle-Aquitaine         | classé     | « PA00105700 », notice no PA00105700 | 46° 11′ 40″ nord, 0° 32′ 57″ est   |       |
| Immeuble                                                         | Joigny                      | Yonne                   | Bourgogne-Franche-Comté    | inscrit    | « PA00113707 », notice no PA00113707 | 47° 58′ 56″ nord, 3° 23′ 57″ est   |       |
| Porte Saint-Jean de Joigny                                       | Joigny                      | Yonne                   | Bourgogne-Franche-Comté    | classé     | « PA00113717 », notice no PA00113717 | 47° 58′ 58″ nord, 3° 23′ 52″ est   |       |
| Église de Vincelles                                              | Vincelles                   | Yonne                   | Bourgogne-Franche-Comté    | inscrit    | « PA00113954 », notice no PA00113954 | 47° 42′ 12″ nord, 3° 38′ 01″ est   |       |
| Désert de Retz                                                   | Chambourcy                  | Yvelines                | Île-de-France              | classé     | « PA00087398 », notice no PA00087398 | 48° 53′ 24″ nord, 2° 01′ 02″ est   |       |
| Château du Parc                                                  | Louveciennes                | Yvelines                | Île-de-France              | inscrit    | « PA00087479 », notice no PA00087479 | 48° 51′ 41″ nord, 2° 06′ 54″ est   |       |
| Château de Rosny-sur-Seine                                       | Rosny-sur-Seine             | Yvelines                | Île-de-France              | classé     | « PA00087592 », notice no PA00087592 | 49° 00′ 12″ nord, 1° 37′ 49″ est   |       |
| Château de Grignon                                               | Thiverval-Grignon           | Yvelines                | Île-de-France              | inscrit    | « PA00087653 », notice no PA00087653 | 48° 50′ 53″ nord, 1° 56′ 21″ est   |       |